# Детектор одиничних фотонів на основі надпровідних нанодротів

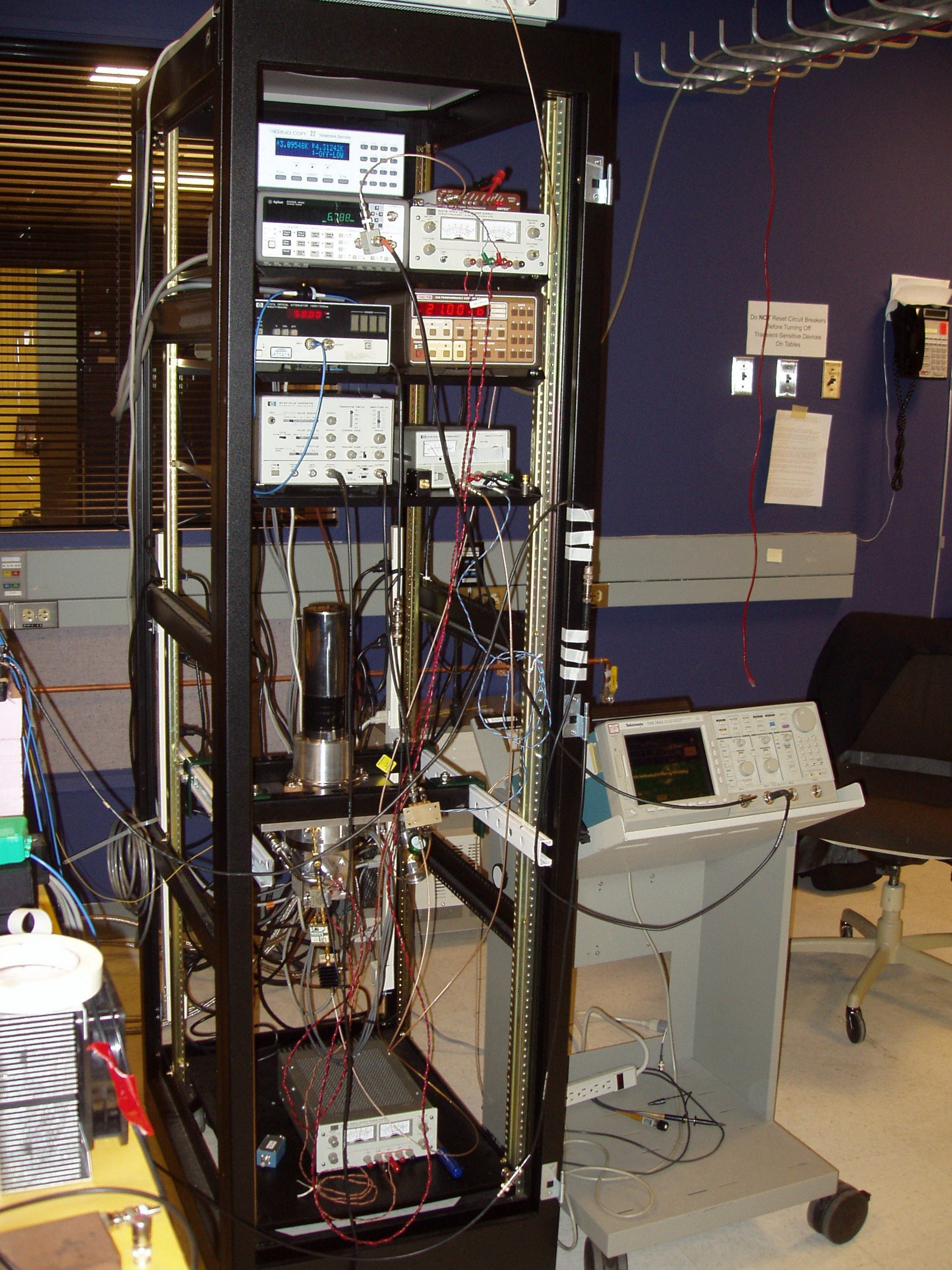
Детектор одиничних фотонів на основі надпровідних нанодротів у DARPA Quantum Network laboratory at BBN, червень 2005

Детектор одиничних фотонів на основі надпровідних нанодротів (Superconducting nanowire single-photon detector, SNSPD) — це тип детектора одиничних фотонів ближнього інфрачервоного та оптичного спектру на зміщенних струмом надпровідних нанодротах. Вперше він був розроблений вченими Московського державного педагогічного університету та Рочестерського університету в 2001 році. Перший повністю діючий прототип був продемонстрований в 2005 році в Університеті Рочестера, Національному інституті стандартів і технологій (Боулдер) та BBN Technologies як частина DARPA Quantum Network.
Станом на 2018 рік детектор одиничних фотонів на основі надпровідних нанодротів є найшвидшим однофотонним детектором (SPD) для підрахунку фотонів.

## Принцип дії
Детектор одиничних фотонів на основі надпровідних нанодротів складається з вузького (≈ 100  нм) надпровідного нанодрота у вигляді меандру або спіралі, розташованого на діелектричній підкладці. Цей нанодріт формується методами електронно-променевої фотолітографії і реактивного йонного травлення із попередньо осадженої на підкладку ультратонкої (≈ 5  нм) плівки надпровідника. Довжина нанодроту, як правило, становить сотні мікрометрів. Переважно, з метою забезпечення кращого з'вязку випромінювання з детектором і досягнення високої ефективності детектування фотонів, розміри одиничного квадратного або кругового приймального елемента детектора складають близько 10×10 мкм2. Нанодріт охолоджується до температури, що дорівнює приблизно половині його критичної температури надпровідного переходу і зміщується постійним струмом, який близький до, але менше, ніж критичний струм надпровідника. Енергія одиничного інфрачервоного фотона (≈800 meV для довжини хвилі 1550 nm) набагато вище величини енергетичної щілини надпровідника (декілька одиниць meV), тому поглинання фотону призводить до руйнування куперівських пар, збільшення концентрації квазічастинок, і утворення у надпровідниковому нанодроті локалізованої області з пригніченою надпровідністю - так званої гарячої плями (hotspot). Це призводить до перерозподілу транспортного надпровідного струму у інші, незбурені області нанодроту, завдяки чому щільність транспортного струму може перевищити критичну щільність струму надпровідника, і в усьому перерізі нанодроту виникне резистивний стан і з'явиться електричний опір. Цей опір, як правило, у десятки разів більший, ніж вхідний імпеданс підсилювача зчитування (50 Ом), а отже, більша частина струму зміщення спрямовується по лінії передачі на підсилювач. На виході підсилювача виникає імпульс напруги, який приблизно дорівнює струму зміщення, помноженому на 50 Ом. Коли більша частина струму зміщення протікає через підсилювач, нанодріт охолоджується і повертається у надпровідний стан. Час повернення транспортного струму до нанодрота зазвичай визначається індуктивною сталою часу нанодрота, яка дорівнює відношенню кінетичної індуктивності нанодрота до імпедансу схеми зчитування. Для правильного самоперезавантаження пристрою потрібно, щоб ця індуктивна стала часу була менше, ніж власний час охолодження нанодроту.
Хоча SNSPD детектор, на відміну від TES детекторів на надпровідному переході, не забезпечує визначення енергії фотона і має великі обмеження при визначенні кількості одночасно падаючих на детектор фотонів, детектор одиничних фотонів на основі надпровідних нанодротів значно швидший, ніж звичайні TES детектори, і працює при більш високих температурах. Більшість SNSPD детекторів виготовляються з нітриду ніобію (NbN), який має відносно високу критичну температуру надпровідного переходу (≈10  K) і дуже швидкий час охолодження (<100 пікосекунд). Пристрої на NbN продемонстрували ефективність детектування до 67 % при довжині хвилі 1064 нм із швидкістю відліку в сотні МГц. Однак ефективність детектування детекторів на основі нанокристалічних матеріалів (NbN) варіюється в широких межах через наявність в таких матеріалах локалізованих областей з неоднорідними надпровідними параметрами, що призводить до зменшення ефективної площи поперечного перерізу для протікання надпровідного струму.
Пристрої NbN також продемонстрували джитер — невизначеність часу надходження фотонів — менше 50 пікосекунд, а також дуже низькі значення темнових відліків, тобто появи імпульсів напруги за відсутності падіння фотона. Окрім того, мертвий час (інтервал часу після події виявлення, протягом якого детектор не є чутливим), становить близько декількох наносекунд. Цей короткий мертвий час сприяє високим показникам швидкодії детектора і дозволяє проводити вимірювання явища антигрупування фотонів навіть одним детектором.
Однак у випадку виявлення фотонів із більшою довжиною хвилі ефективність виявлення стандартних детекторів одиничних фотонів на основі надпровідних нанодротів значно зменшується. Недавні зусилля, спрямовані на підвищення ефективності виявлення на довжинах хвиль ближнього інфрачервоного та середнього інфрачервоного випромінювання, включають дослідження вузьких (20  нм і 30  нм) нанодротів з NbN а також дослідження матеріалів з нижчими критичними температурами переходу у надпровідний стан, ніж у NbN (силіцид вольфраму, силіцид ніобію, силіцид молібдену та нітрид танталу).

## Програми
Багато початкових демонстрацій застосувань детекторів були в області квантової інформації, наприклад квантове розповсюдження ключів та квантові обчислення. Інші застосування включають детектування інфрачервоного фотовипромінювання для аналізу дефектів у схемах КМОН, LIDAR, квантову оптику на чипі,, волоконно-оптичне зондування температури, виявлення одиничного плазмону, квантова плазмоніка, виявлення одиночного електрона, виявлення одиничних α та β частинок, виявлення люмінесценції синглетного кисню та класичні комунікації на наддовгих відстанях. Ряд компаній комерціалізує повні системи виявлення одиночних фотонів на основі надпровідних нанодротів, включаючи Single Quantum, Photon Spot, sconphoton, Scontel, Quantum Opus та ID Quantique. Більш широке впровадження технології детекторів тісно пов'язане з досягненнями кріоохолодження до 4 K і нижче, і детектори одиничних фотонів на основі надпровідних нанодротів нещодавно були продемонстровані в мініатюризованих системах.